# فارو

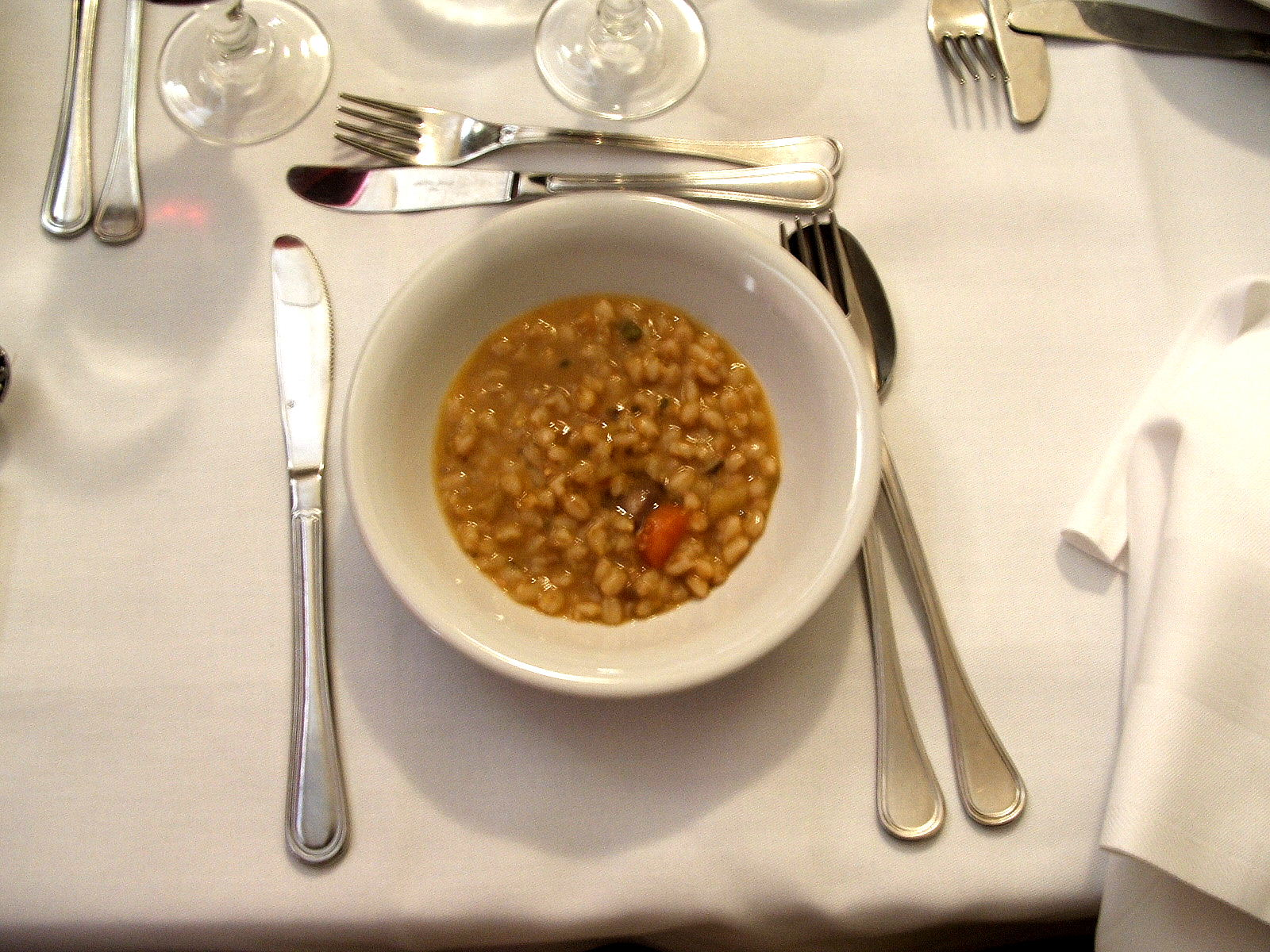
سوپ فارو از توسکانی

فاررو ‎/ˈfæroʊ/‎ یک دانه از هر یک از سه گونه گندم است، یعنی اینکورن، امر یا اسپلت، که به صورت خشک فروخته می‌شود و در آب پخته می‌شود تا نرم شود. از آن به عنوان یک غذای جانبی و پیش غذا استفاده می‌شود و به سالادها، سوپ‌ها و خورش‌ها اضافه می‌شود.

## ریشه‌شناسی
کلمه انگلیسی فاررو به‌طور مستقیم از ایتالیایی farro قرض گرفته شده است، که اولین بار در سال ۱۸۲۸ در زبان انگلیسی مستند شد، زمانی که گیاه‌شناس ساموئل فردریک گری به آن اشاره کرد. این کلمه از لاتین far, farris (اسپلت، دانه) مشتق شده است.

## توضیحات
فاررو از هر یک از سه گونه گندم پوست‌کنده تهیه می‌شود (گندم‌هایی که به شدت به پوسته‌های خود چسبیده‌اند و نمی‌توان آن‌ها را خرمن‌کوب کرد): اسپلت (Triticum spelta), امر (Triticum dicoccum), و اینکورن (Triticum monococcum). در آشپزی ایتالیایی، این سه گونه گاهی به عنوان فاررو گرانده، فاررو مدیو و فاررو پیکولو تمایز داده می‌شوند.
امر رایج‌ترین نوع فاررو است که در ایتالیا، به‌ویژه در برخی مناطق کوهستانی توسکانی و آبروتزو کشت می‌شود. این نوع به‌عنوان گندم با کیفیت بالاتر برای پخت و پز نسبت به دو نوع دیگر در نظر گرفته شده و به همین دلیل گاهی به آن «فاررو واقعی» گفته می‌شود. اسپلت به‌طور گسترده‌تری در آلمان، اتریش و سوئیس کشت می‌گردد.

سردرگمی در مورد اصطلاحات مربوط به این سه نوع گندم ناشی از تاریخ دشوار در طبقه‌بندی گندم و استفاده‌های محاوره‌ای و منطقه‌ای از اصطلاح farro است. به عنوان مثال، گندم امری که در منطقه گارفانیانای توسکانی کشت می‌شود، به‌طور محلی به عنوان farro شناخته می‌شود. برخی از انگلیسی‌زبانان از farro برای اشاره به دانه‌های بخارپز یا آب‌پز شده که به‌عنوان سالاد و غذاهای مشابه ارائه می‌شوند، استفاده می‌کنند، در حالی که در ایتالیا به سه نوع گندم به‌صورت جداگانه یا با هم اشاره دارد. فاررو گاهی به «اسپلت» در انگلیسی ترجمه می‌شود، اما این تنها یکی از سه احتمال است.

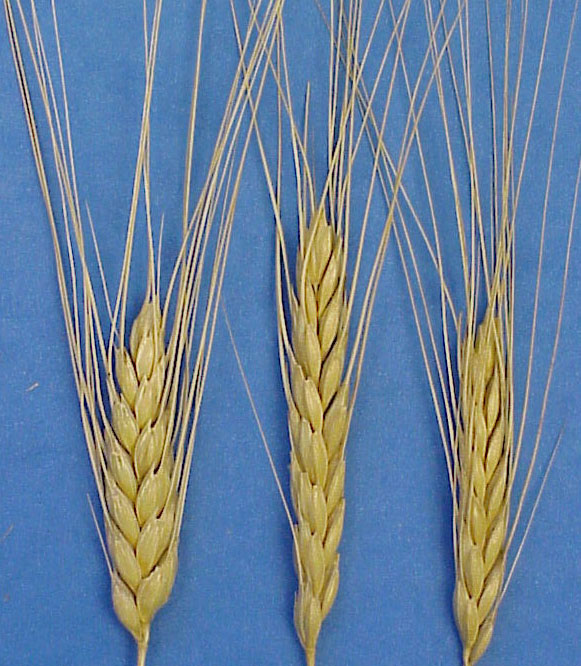
Triticum dicoccum ، گندم سبزی ، چیزی را تولید می‌کند که گاهی به آن فارو "واقعی" می‌گویند.
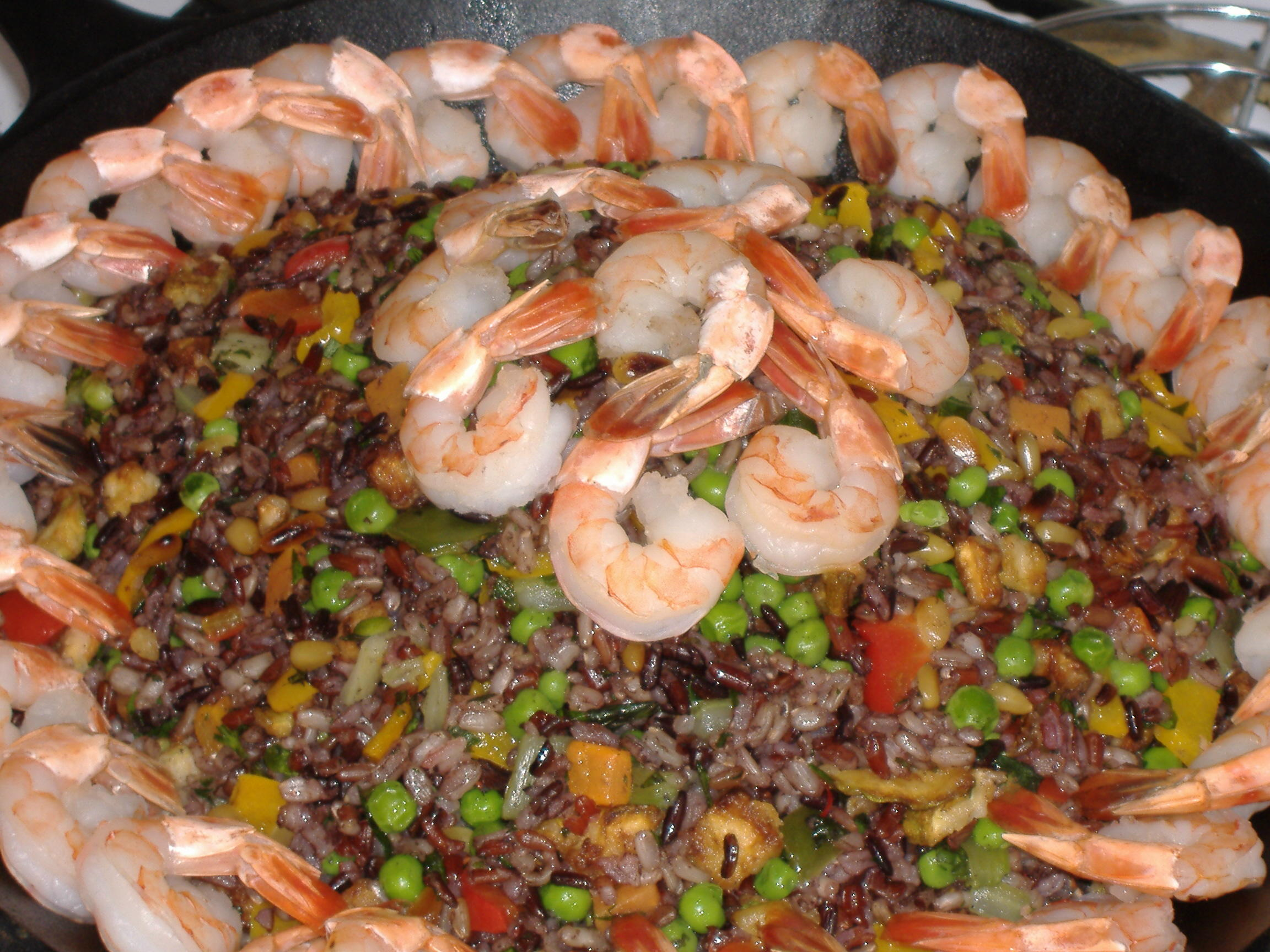
میگو در سالاد فارو